# Özgür Bayer
Özgür Bayer (* 4. April 1979 in Balıkesir, Türkei) ist ein türkischer Fußballspieler, der auch die deutsche Staatsangehörigkeit besitzt. Er spielt vorzugsweise als Innenverteidiger, kann aber auch als rechter Außenverteidiger und im rechter Mittelfeld eingesetzt werden.

## Vereinskarriere
Özgür Bayer begann seine Karriere beim unterklassigen türkischen Verein Soma Sotesspor, bevor er zu Soma Linyitspor wechselte, wo er auch am 24. Mai 1997 sein Profidebüt in der Lig B im Spiel gegen Turgutluspor gab, als er in der 66. Minute für Bahadir Tamsan eingewechselt wurde. Nach einem weiteren Jahr ohne den durchbrechenden Erfolg, wechselte er zu Beylerbeyi SK, kehrte jedoch wieder nach einem Jahr zurück und wurde endlich Stammspieler. Am 17. Oktober 1999 erzielte Bayer sein erstes Pflichtspieltor im Auswärtsspiel gegen Ayvalikgücü zum Endstand von 0:1. In den folgenden Jahren wechselte Bayer zu vielen türkischen Vereinen. In sechzehn Profijahren war Bayer Spieler bei dreizehn verschiedenen Vereinen. Ab der Saison 2000/01 bis zur Saison 2008/09 spielte Bayer in der Süper Lig für z. B. Trabzonspor, Gaziantepspor oder Denizlispor. In der Saison 2002/2003 qualifizierte Bayer sich mit Denizlispor für den UEFA-Pokal und schaffte es sogar bis in das Achtelfinale, wo man am späteren Turniersieger FC Porto scheiterte. Bayer bestritt mit Denizlispor insgesamt fünf internationale Spiele in dieser Saison 2002/2003. Seit 2009 spielt Bayer in der Bank Asya 1. Lig.
Zur Spielzeit 2012/13 wechselte er zu seinem ehemaligen Verein Denizlispor. Für Denizlispor bestritt er in der Hinrunde der Spielzeit 2012/13 lediglich drei Ligaspiele und saß sonst auf der Ersatzbank, so verließ er zur Winterpause den Verein und wechselte zum Ligakonkurrenten Adanaspor.

## Nationalmannschaftskarriere
Özgür Bayer wurde erstmals 2004 für die türkische A-2 Nationalmannschaft nominiert. Das erste Länderspiel bestritt er beim Freundschaftsspiel gegen die japanische B-Fußballnationalmannschaft am 26. Mai 2004, als er in der Nachspielzeit für Mehmet Yozgatlı eingewechselt wurde. Danach bestritt er noch zwei Spiele beim Future Cup 2005 gegen die polnische B-Fußballnationalmannschaft und österreichische B-Fußballnationalmannschaft.

## Erfolge
- Pokalfinalist: 2007
- Vizemeister: 2005
- UEFA-Pokal-Teilnehmer (Denizlispor): 2002/2003

## Trivia
- Özgür besuchte im Anschluss an seine Spielerkarriere Trainerkurse. Während dieser Periode wurde bei ihm im August 2015 Lymphkrebs diagnostiziert. Nach einer sieben Monate andauernden Therapie konnte er sich von seiner Krebserkrankung befreien.[10]